# Baasskap
El baasskap (també escrit baaskap) va ser la ideologia política prevalent durant l'apartheid que defensava la dominació social, política i econòmica de Sud-àfrica per part de la seva població blanca minoritària en general i pels bòers en particular. El terme de vegades es tradueix per «supremacia blanca» i funcionava com a descripció o com a aval del govern de la minoria blanca a Sud-àfrica.

## Història

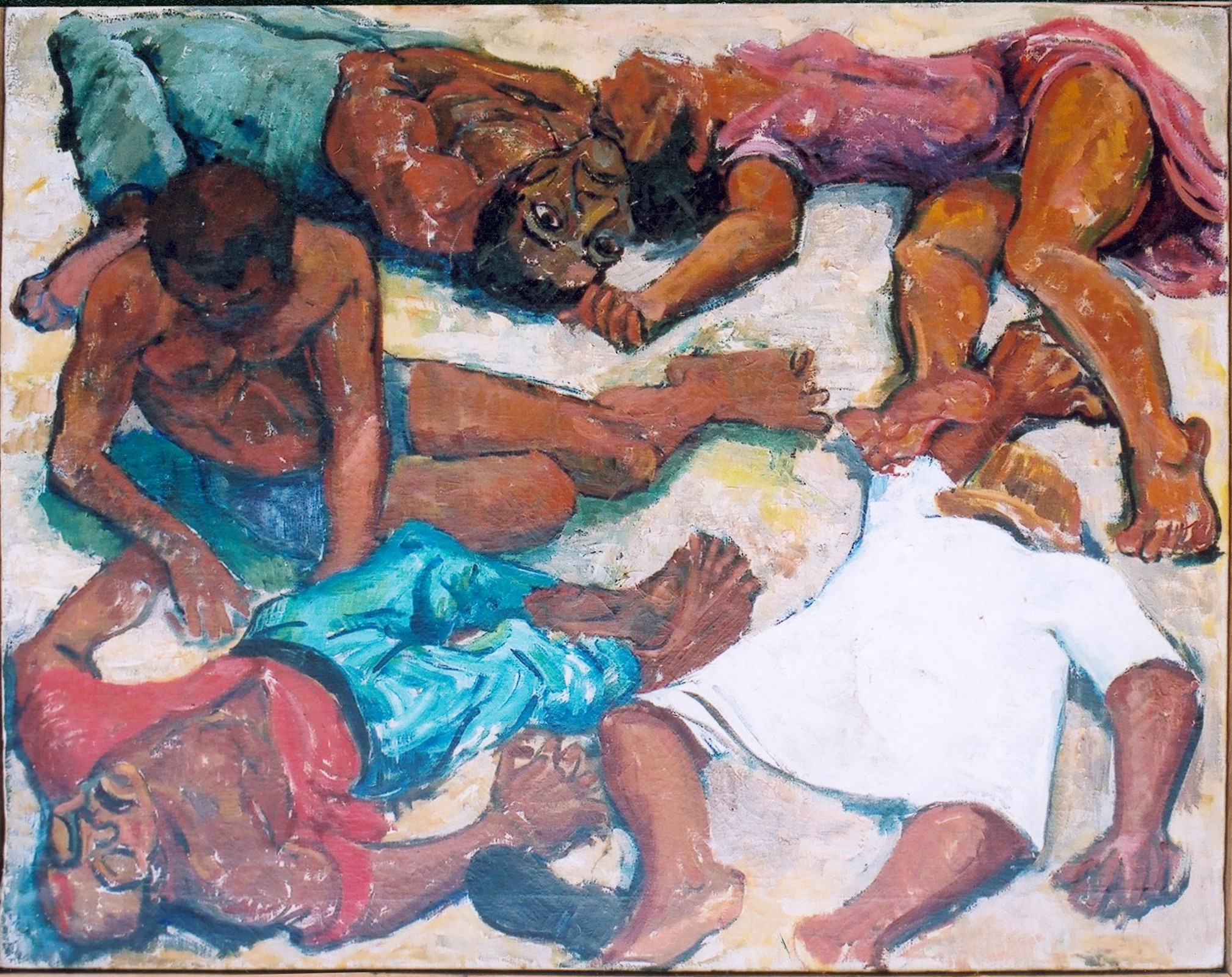
Quadre de la massacre de Sharpeville

Els defensors del baasskap van constituir la major facció d'ideòlegs de l'apartheid del Partit Nacional i les institucions estatals. Van aplicar la segregació racial d'una manera sistemàtica per a «preservar la puresa racial» i per assegurar que les esferes econòmiques i polítiques fossin dominades pels afrikàners. Tanmateix, els defensors del baasskap no s'oposaven necessàriament a la participació dels negres sud-africans en l'economia si el treball negre estava controlat pels afrikàners.
Alguns promotors destacats del baasskap van ser Johannes Gerhardus Strijdom, primer ministre de 1954 a 1958, i Charles Robberts Swart, primer president de Sud-àfrica de 1961 a 1967. Hendrik Verwoerd, primer ministre de Sud-àfrica de 1958 a 1966, simpatitzava amb la facció «purista» dels ideòlegs de l'apartheid, que s'oposaven a la integració econòmica dels sud-africans negres, en contrast amb els partidaris del baasskap que volien la dominació blanca però una economia integrada. No obstant això, Verwoerd va afaiçonar el concepte de baasskap amb una pàtina de respectabilitat intel·lectual.